# أخضر أبيض أخضر (فلم)
أخضر أبيض أخضر (بالإنجليزية: Green White Green) هو فيلم كوميدي ودرامي نيجيري صدرَ عام 2016 من إنتاج وإخراج أبا ماكاما، ومن بطولة إيفياني ديكي وصامويل روبينسون وجمال إبراهيم. يتحدث الفيلمُ عن ثلاثِ مراهقين متحمّسين لبدء تجربةْ جديدةٍ في الجامعة التي ينتظرون الولوج لها.

## القصّة
يتناولُ الفيلم قصّة ثلاث مراهقين ينتظرون بداية الموسمِ الجامعيّ الجديد والذي يتأخَّرُ في انطلاقتهِ لسببٍ ما، وهو ما يجعلهم يتوجّهون نحو فعل أشياء أخرى. يُحاول الشاب يوزي أن يُصبح فنانًا، بينما يحتفظ صديقه سيجان بحقيبةٍ في انتظارِ رحلته الوشيكة إلى نيويورك فيما يُحاول الثالث جعل والده يؤمن به ويحترمه.
يتعرض الفيلمُ بشكلٍ مباشر وأحيانًا غير مباشر لعددٍ من القضايا الأخرى على غِرار التأثير الأمريكي على نيجيريا، موسيقى الهيب هوب، قضية بوكو حرام وخيارات الشباب الخاطئة، فضلًا عن خيبة الأمل التي يعيشها الشباب النيجيريون بسببِ الفوضى التي أحدثها آباؤهم في البلد.

## طاقم التمثيل
- إيفياني ديكي في دور يوزي
- جمال إبراهيم في دور بابا
- صامويل روبنسون في دور سيجون

## الإفراج
صدر فيلم أخضر أبيض أخضر في نيجيريا في الثلاثين من أيلول/سبتمبر 2016 في مهرجان أضواء الكاميرا الأفريقي السينمائي (بالإنجليزية: Lights Camera Africa) في مدينةِ لاغوس، كما عُرض في مهرجان تورونتو السينمائي الدولي.

## الاستقبال
تلقى فيلمُ أخضر أبيض أخضر مراجعات نقدية جيدة حيثُ وصفه موقع ناو تورنتو (بالإنجليزية: Now Toronto) بأنه «فيلمٌ ذكي»، بينما وصفتهُ مجلّة نيو تيليغراف (بالإنجليزية: New Telegraph) بـ «بالاستكشاف المتنوع لتاريخ نيجيريا.» وصفَ موقع إندي واير (بالإنجليزية: IndieWire) الفيلم بـ «الجريء والممتع.»